# Guitarrista
Guitarrista é um músico que toca guitarra. O termo refere-se a todos os tipos de guitarras, acústicas ou elétricas. Guitarristas podem atuar solo ou tocar com orquestras e bandas de uma variedade de gêneros.

Tony Iommi é um dos guitarristas mais populares do mundo.

Guitarristas podem tocar uma variedade de instrumentos como guitarras acústicas, guitarras eléctricas, guitarras clássicas e baixos. Alguns guitarristas conseguem acompanhar-se na guitarra enquanto cantam.
Em 2003, Jimi Hendrix foi eleito em 1º lugar na lista dos 100 Melhores Guitarristas de Todos os Tempos da revista Rolling Stone. Em 2012, Eddie Van Halen foi eleito o melhor guitarrista de todos os tempos, por uma votação promovida pela revista Guitar World, que contou com quase 500 mil votos.

## Guitarristas notáveis

### Rock, metal, jazz, country e blues
Várias revistas e sites compilaram o que pretendem como listas dos maiores guitarristas, por exemplo Os 100 Maiores Guitarristas de Todos os Tempos por Rolling Stone Magazine ou 100 Maiores Guitarristas de Todos os Tempos por Guitar World revista.
Rolling Stone
Em 2003, a revista Rolling Stone publicou uma lista chamada The 100 Greatest Guitarists of All Time. Essa lista incluiu 100 guitarristas que o editor da revista David Fricke considerou os melhores, com uma breve introdução para cada um deles. O primeiro nesta lista é o guitarrista americano Jimi Hendrix apresentado por Pete Townshend, guitarrista do The Who, que, por sua vez, foi classificado em # 10 na lista.
Ao descrever a lista aos leitores, Paul MacInnes, do jornal britânico The Guardian, escreveu: "Surpreendentemente para uma revista americana, o top 10 está repleto de ianques", embora ele também tenha notado três exceções no top 10. A revista online Blogcritics criticou a lista por esquecer alguns artistas que o escritor considerava talvez mais dignos, como Johnny Marr, Al Di Meola, Phil Keaggy ou John Petrucci.
Em 2011, a Rolling Stone atualizou a lista, que desta vez foi escolhida por um painel de guitarristas e outros especialistas com os 5 primeiros consistindo em Jimi Hendrix, Eric Clapton, Jimmy Page, Keith Richards e Jeff Beck. Artistas que não haviam sido incluídos na lista anterior foram adicionados. Rory Gallagher, por exemplo, ficou em 57º lugar.
Os 100 maiores guitarristas de todos os tempos é mencionado em muitas biografias de artistas que aparecem na lista.
Guitar World
Guitar World, uma revista mensal de música dedicada ao violão, também publicou sua lista dos 100 maiores guitarristas no livro Guitar World Presents the 100 Greatest Guitarists of All Time da Pages of Guitar World Magazine. Diferente da lista da Rolling Stone, que listava os guitarristas em ordem decrescente, o Guitar World dividia os guitarristas por gênero musical - como "Lords of Hard Rock" para artistas de hard rock ou "Jazzmen" para músicos de jazz. Apesar do aparecimento em outras revistas como Billboard, esta publicação da Guitar World foi criticado por não incluir músicas femininas em sua seleção. No entanto, Guitar World publicou recentemente uma lista de "Eight Amazing Female Acoustic Players", incluindo Kaki King, Muriel Anderson e Sharon Isbin.
TIME e outros
Após a morte de Les Paul, a TIME apresentou sua lista dos 10 maiores artistas da guitarra elétrica. Como na lista da revista Rolling Stone, Jimi Hendrix foi escolhido como o maior guitarrista, seguido por Slash do Guns 'N' Roses, BB King, Keith Richards, Jimmy Page e Eric Clapton. Gigwise.com, uma revista de música online, também classifica Jimi Hendrix como o maior guitarrista de todos os tempos, seguido por Jimmy Page, BB King, Keith Richards e Kirk Hammett.

### Outros gêneros
O violão clássico muitas vezes era ornamentado com madrepérola. No início do século XIX, o violão teve uma onda de popularidade quando compositores / intérpretes como Fernando Sor, Napoléon Coste, Mauro Guiliani, e muitos outros publicaram milhares de peças para a sala de concertos e reuniões caseiras. O violão clássico desfrutou de outro período de popularidade no século XX, quando as gravações amplificaram o instrumento relativamente silencioso. Existem muitos violonistas clássicos listados como notáveis em suas respectivas épocas.
Um dos violonistas flamencos mais renomados das últimas décadas foi Paco de Lucía. A música flamenca é uma música tradicional popular associada à região da Andaluzia, no sul da Espanha. É caracterizada por ritmos sincopados intrincados intimamente informados por um estilo de dança cigana. Guitarristas de flamenco também costumam acompanhar cantores de flamenco executando "cante jondo" (canção profunda). Paco de Lucía também foi um dos primeiros violonistas flamencos a passar com sucesso para outros gêneros musicais, como clássico e jazz. Richard Chapman e Eric Clapton, autores de Guitar: Music, History, Players, descrevem de Lucía como uma "figura titânica no mundo da guitarra flamenca ", e Dennis Koster, autor de Guitar Atlas, Flamenco, referiu-se a de Lucía como" um dos maiores violonistas da história".